# Charles Howard Foulkes
Charles Howard Foulkes (* 1. Februar 1875 in Bangalore, Indien; † 6. Mai 1969 in Hampshire) war ab dem Ersten Weltkrieg Leiter des chemischen Dienstes der britischen Armee.

## Leben

### Frühe Militärkarriere
1894 trat Foulkes als Second Lieutenant den Pionieren der britischen Armee (Royal Engineers) bei. Von 1897 bis 1899 war Foulkes in Sierra Leone stationiert. Von 1899 bis 1900 nahm Foulkes am zweiten Burenkrieg teil. Von 1902 bis 1904 war er stellvertretender Leiter der britisch-französischen Grenzkommission in Nord-Nigeria. 1903 nahm Foulkes an der Kano-Sokoto Expedition in Nigeria zur Kartierung des Grenzverlaufes teil. 1904 wurde Foulkes zum Captain (Hauptmann) befördert und heiratete. Von 1904 bis 1909 leitete Foulkes den Ordnance Survey of Scotland. Von 1909 bis 1912 leitete Foulkes die 31. Festungskompanie auf dem damaligen Ceylon. 1913 wurde Foulkes Kommandant der leichten Pionierkompanie des Arsenals von Chatham (Kent). 1914 wurde Foulkes zum Major befördert.

### Erster Weltkrieg
Von 1914 bis 1918 war Foulkes an der Westfront. 1914 bei der ersten Schlacht von Ypern war Foulkes Kommandant der 11. Feldkompanie. Nachdem, am 22. April 1915 bei der zweiten Schlacht um Ypern, Hugo Stoltzenberg unter Anleitung von Fritz Haber, die Chlorgashähne aufgedreht hatte, eskalierte die chemische Kriegsführung. Es wurden 5.730 Chlorgasflaschen geöffnet und 180 Tonnen Gas ausgelassen. Die Folgen des Gasangriffes waren verheerend. Die Lungen vieler französischer und algerischer Soldaten wurden verätzt, und sie starben einen langsamen Tod. Vor der Morgendämmerung des 24. April 1915, öffneten die deutschen Chlorchemiker die Ventile gegenüber einer kanadischen Stellung mit ähnlich verheerenden Folgen. Auf alliierter Seite waren in den zwei Tagen der Gasangriffe etwa 5.000 Menschen umgekommen und 10.000 hatten gesundheitliche Schäden, bei etwa der Hälfte der Betroffenen waren diese Schäden dauerhaft. Die Deutschen wiederholten die Gasangriffe bis zum 24. Mai 1915. Den alliierten Truppen standen nur primitive Trichterfiltermasken zur Verfügung, die mit Sodalösung getränkt wurden und um das Gesicht gebunden wurden, jedoch wie erwartet unwirksam waren. In der Folge bewahrte der Wind vor weiteren deutschen Angriffen. Im Oktober 1915 gab es noch zwei Chlorgasangriffe von deutscher Seite. Anschließend wandten sich der Wind und Fritz Haber der Ostfront zu. Ab Juni 1915 wurden 2.500.000 Hypo helmets verteilt, Stoffsäcke mit Sichtfenstern, welche in Glycerin und Natriumthiosulfat getränkt wurden.

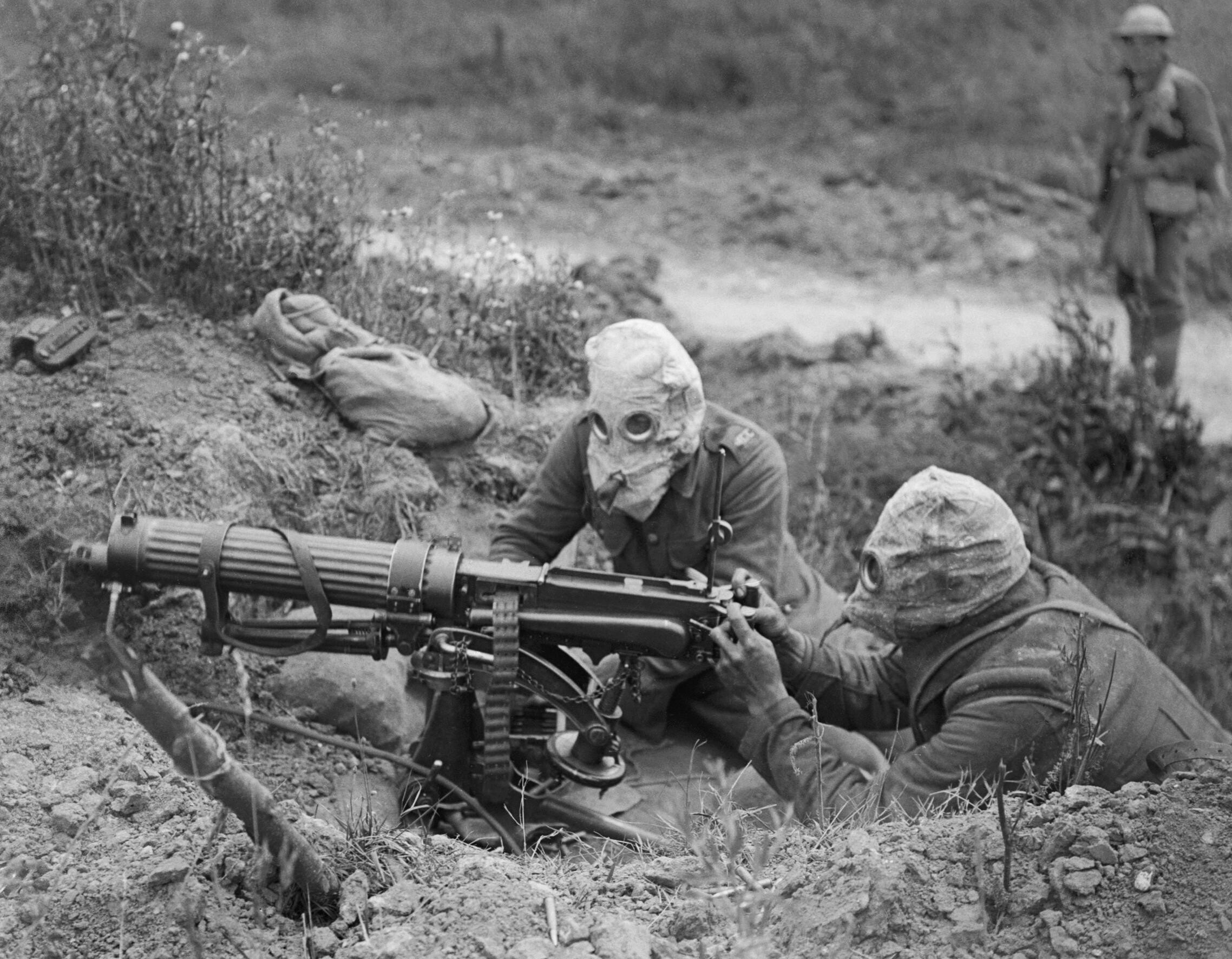
Englische Maschinengewehrmannschaft an der Somme, ausgerüstet mit frühen Gasmasken

Nach den Erfahrungen der Flandernschlacht wurde Foulkes Mitte 1915 zum Gassachverständigen bestellt. Anfang Herbst waren die ersten beiden Kompanien der späteren Special Brigade einsatzbereit, ihr Stützpunkt befand sich im nordfranzösischen Helfaut.
Am 25. September 1915 starteten die Briten ihren ersten Gas-Angriff bei der Schlacht von Loos, mit 5.500 Chlorgasdruckflaschen, in Unterstützung einer großen Boden-Offensive. Der Gas-Angriff misslang teilweise, da das Gas zum Teil in die Stellungen der Alliierten zurückdrang; dies und weitere Probleme führten auch zu Tausenden Opfern unter den Truppen der Alliierten. Die Alliierten überwanden die ersten deutschen Linien und wurden an der zweiten Linie gestoppt, wobei etwa 50.000 umkamen. Am 9. Dezember 1915, wehte der Wind von den Deutschen freigesetztes Chlorgas und Phosgen, dessen letale Dosis 18 mal geringer ist als die von Chlorgas, nach Westen gegen die Briten bei Ypern.

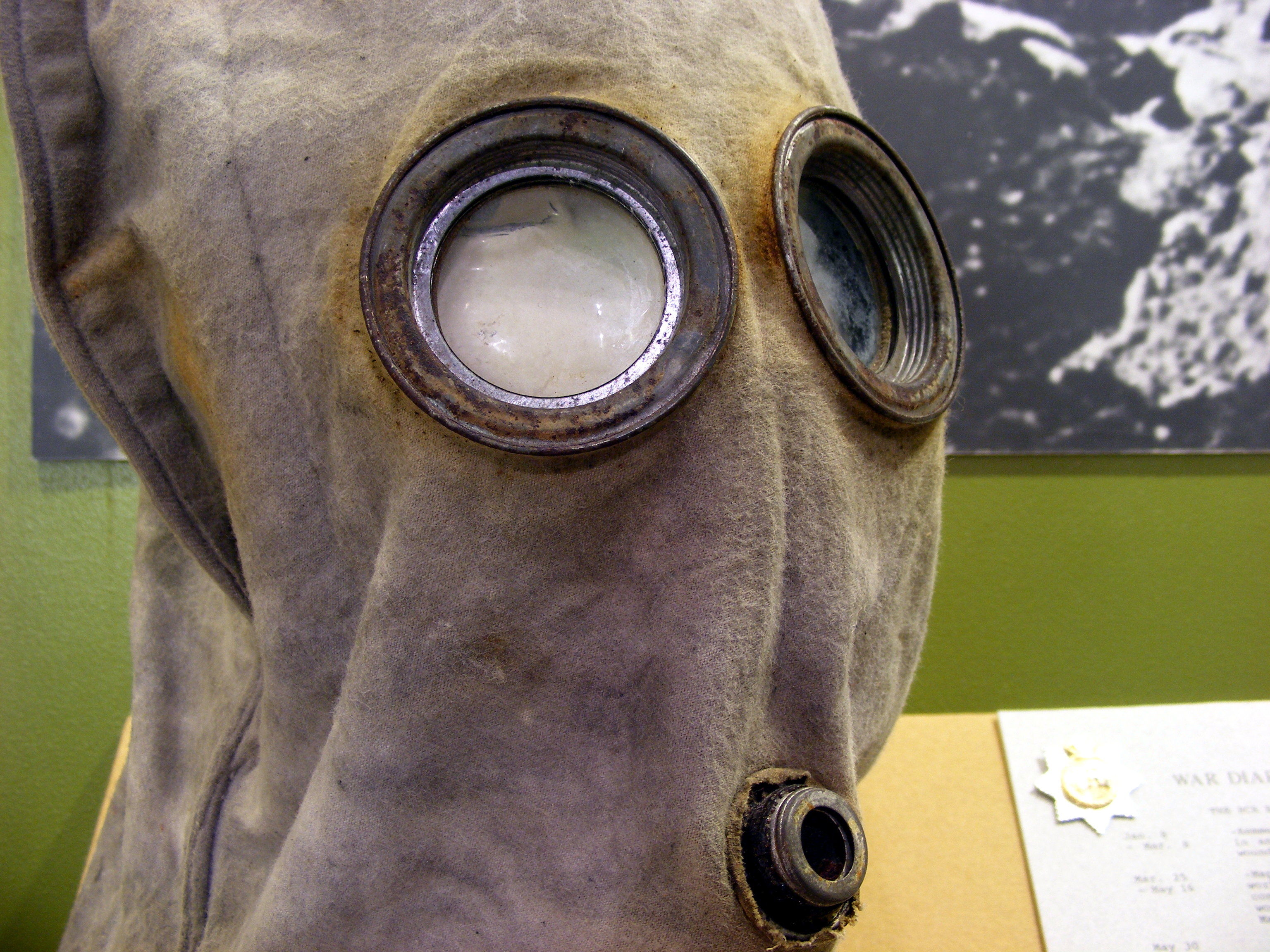
P Helmet

Über den Sommer 1915 waren die Gefahren, welche durch einen Einsatz von Phosgen ausgehen würden, erkannt worden und der Kopfschutz durch den P-Helmet verbessert worden. Die Ausgabe von neun Millionen P Helmets ab Dezember 1915 begrenzte etwas die Zahl der Opfer.
Im Juni 1916, während der Schlacht an der Somme, setzten auch die britische Armee Phosgen im Gemisch mit Chlorgas ein. Dabei wurden 57 von Foulkes' Männer durch ihr eigenes Gas getötet. 1915 experimentierten beide Seiten noch mit Giftgas, während es 1916 schon eine Standardmassenwaffe war. In der Salisbury Plain wurde in Porton Down eine ausgedehnte Forschungs- und Entwicklungseinrichtung für chemischer Waffen errichtet.
Nachdem einigermaßen Schutz vor Atemgiften durch Gasmasken gegeben war, entwickelte Fritz Haber Senfgas, das auch über die Haut wirkt.
1917 erhielt er das Kommando über die Special Brigade im Rang eines Colonel und wurde Assistant Director of Gas Services, sein Vorgesetzter war Brigadier-General Henry Fleetwood Thuillier. 1918 wurde er Vorsitzender des Ausschusses für chemische Kriegsführung (Chemical Warfare Committee).

### Senfgas für Afghanistan
Von 1919 bis 1920 war Foulkes in der Nordwestprovinz stationiert. 1919 nahm Foulkes am dritten anglo-afghanischen Krieg gegen Amanullah Khan teil. Nach dem Ersten Weltkrieg entwickelte Foulkes ähnlich wie Stoltzenberg und Max Bauer Taktiken für die aero-chemische Kriegsführung. Stoltzenberg hatte ab Ende 1922 für die Unterdrückung der Rifkabylen eine Verseuchungsstrategie entwickelt. Foulkes richtete seine Taktik am dritten anglo-afghanischen Krieg von 1919 und zur Unterdrückung von Aufständen in Wasiristan 1920 aus.

„Ausbildungs- und Disziplinmangel, Unwissenheit und fehlende Schutzmaßnahmen auf seiten der Afghanen und Nomaden werden im Grenzkampf sicherlich die Wirksamkeit des Senfgases, Verluste zu verursachen, erhöhen.“

„In diesem Land begünstigt die Sonnenhitze eindeutig seine Anwendung, da die vom Boden ausgehende Verdampfung viel schneller vor sich geht und giftige Konzentrationen entstehen würden. Somit würden die Entzündungen gefährlicher sein und früher auftreten; die vermehrte Schweißabsonderung würde die Blasenbildung fördern, und Hautschädigungen hätten die Tendenz, Komplikationen zu verursachen.“

### Irland
1921 wurde Foulkes zum Lieutenant Commander der Pioniere in Fermoy und Direktor der Abteilung für Irlandpropaganda befördert.
1922 wurde Foulkes der Kommandeur der Pioniere von Northumbria.
1924 wurde Foulkes zum Oberst und stellvertretender Leiter der Pioniere in südlichen Kommando.
Von 1926 bis 1930 hatte Foulkes das Oberkommando der Pioniere das Aldershot Command.
1928 wurde Foulkes Aide-de-camp von König Georg V.
1930 wurde Foulkes zum Generalmajor befördert.
1930 wurde Foulkes in den Ruhestand versetzt.

### Zweiter Weltkrieg
Von 1937 bis 1945 war Foulkes als Colonel Commandant der Pioniere reaktiviert. 1964 wurde er mit der Gold Medal der Pioniere ausgezeichnet.

## Schriften
- Gas! The Story of the Special Brigade. 1934.
- Commonsense and ARP, a practical guide for householders and business managers. 1939.